# Amsterdam Tigers
L'Amstel Tijgers Amsterdam est un club de hockey sur glace d'Amsterdam aux Pays-Bas. Il évolue en Eredivisie, l'élite néerlandaise.

## Historique
Le club est créé en 1963 sous le nom de Boretti Tigers Amsterdam. Par la suite, il est renommé IJ.S. Amstel Tijgers Amsterdam. Durant la saison 2004-2005, il a pris le nom de Bulldogs Amsterdam. Il évolue en Eredivisie qu'il a remporté à cinq reprises.

## Palmarès
- Vainqueur de l'Eredivisie : 2000, 2002, 2003, 2004, 2005, 2024